# PRECIOUS ONE
「PRECIOUS ONE」（プレシャス・ワン）は、茅原実里の楽曲。こだまさおりが作詞、藤末樹が作曲を手掛けた。茅原の7枚目のシングルとして2009年12月23日にGloryHeavenから発売された。

## 概要
前作「Tomorrow's chance」から約6ヶ月ぶりのリリース。自身初となる4曲入りマキシシングルとなっている。
初回限定盤は、スリーブパッケージ仕様になっている。カップリング曲の「ステラステージ」は、インターネットラジオ『茅原実里のradio minorhythm』のエンディングテーマとして使用された。
作詞はこだまさおりと畑亜貴が2曲ずつ担当している。なお、過去6作品はいずれも畑亜貴作詞による楽曲が1曲目だったが、今作ではこだまになっている。作曲は藤末樹、俊龍、菊田大介、白戸佑輔が担当している、マキシシングルの1曲目に藤末樹の曲が来るのは今作が初めてである。
内容は冬にぴったりなラブソングであり、ミディアムバラードでとても美しかったので、耳にした時からリアリティのあるラブソングにしたいと思っていたという。冬の寒い時期は、何でもないのにふと切なくなったり、人のぬくもりが欲しくなったりし、そういう季節感を持った楽曲を作るというのも新しいチャレンジであり、今まで唄ってきたラブソングは物語性が強かったのに対して、今回は等身大で唄えるラブソングというテーマがあったので、自分にとって大きなチャレンジであったという。また、 歌詞を書いた作詞家のこだまが「最愛の人」という想いを込めて「PRECIOUS ONE」と名付けたと語っている。。レコーディングでは、感情だけが先走らないように言葉一つ一つを大切に唄ったという。
2010年2月17日に発売されたアルバム『Sing All Love』と2010年2月24日に発売となったシングル『優しい忘却』、そして本作の初回生産分に封入されるそれぞれ異なる応募券を集めることによる連動キャンペーンを実施。当選者は2010年4月3日に実施された茅原実里スペシャルイベント『茅原実里のradio minorhythm』の公開録音に招待された。同年4月7日発売の『Message 03』に、表題曲のPVが新規収録されている。

## チャート成績
2010年1月4日付オリコン週間チャートで初登場5位を獲得。初動売上は1.0万枚となり前作「Tomorrow's chance」から約0.2枚売上を更新。また、今作が自身初のトップ10入りとなった。

## 批評
CDジャーナルは、「降り積もる雪のような切ない恋の想いが積み重なるバラード曲であり、サビでは隠していた感情が溢れ出て、素直な自分に心浄化される曲。」と批評した。

## 収録曲
1. PRECIOUS ONE
作詞：こだまさおり、作曲：藤末樹、編曲：藤末樹・虹音
2. 愛とナイフ [4:20]
作詞：畑亜貴、作曲：俊龍、編曲：藤田淳平（Elements Garden）
「かっこいい」の一言に尽きる曲であり、潔い直球ストレートで、聴いたときから胸に刺さるメロディに魅かれたという。歌詞は人の二面性を描いており、唄っているとどんどん感情的に気持ちが高ぶりテンションがあがっていくという。年末のライブで初めて唄ったが、こんなに気持ち丸ごと楽曲に引き込まれるということはあまりない経験だったので、これからライブを通して育てていきたいと期待している楽曲だという[3]。
レコーディングでは斎藤滋のディレクションのもと、いかに荒々しく勇ましく唄えるかを追求したという。「突き放す」などの言い切り方は今までしたことがなかったので、茅原自身、また一つ表現の技術を身につけることができたと語っている[3]。
3. animand〜agitato [4:53]
作詞：畑亜貴、作曲・編曲：菊田大介（Elements Garden）
2作目のオリジナルアルバム『Parade』に収録されるはずだった楽曲であり、収録楽曲が全て出そろった時に、世界観の不一致からこの曲はストックしようという選択になったという。それからずっと気がかりになっていたので本作に収録されることが決まった時に安心したと語っている。アレンジも『Parade』に収録される予定だった時とは少し変わっていて、歌も新しく再レコーディングしたので自分の中では、2009年版の「animand〜agitato」といった感じであるという[3]。
1年前の自分の歌とは明らかに違う今の自分の歌に仕上がり、1年前に持っていた勇気と今持っている勇気は違ったし、1年前の今と今の今は全く違ったと語っている。唄ってみてこうした感覚に気づかされて感慨深いものがあったという。この楽曲から音楽はその時のリアルが生み出すものだと知ったと語っている[3]。
4. ステラステージ [5:04]
作詞：こだまさおり、作曲：白戸佑輔、編曲：大久保薫
  - インターネットラジオ『茅原実里のradio minorhythm』5代目エンディングテーマ

とてもあたたかくてほっこりする楽曲であり、バンドメンバーと一緒に過ごしているような気持で唄ったレコーディングであっという[3]。
楽曲もほぼ生なので聴いていてとても心地がいいのもポイントの一つであり、可愛らしい楽曲を聴いたときの印象は、こぼれ落ちそうなきれいな星空の下を幸せな気持ちで歩いているようなイメージがあったので、こだまにそんな話をしつつ書いてもらったが、ステラステージに茅原にゆかりのある人達が集まって楽しく話をしているという素敵な歌詞になり、茅原は、聴いていると思わず笑顔になってしまう温もりに包まれているような楽曲であると語っている[3]。

## 収録作品

### CD
| 楽曲             | 発売日        | タイトル                                   | 備考                                 |
| ---------------- | ------------- | ------------------------------------------ | ------------------------------------ |
| PRECIOUS ONE     | 2010年2月17日 | Sing All Love                              | 3枚目のオリジナルアルバム。          |
| PRECIOUS ONE     | 2010年4月7日  | Unification 〜Melody from Minori Chihara〜 | Crustaceaの1枚目のカバー・アルバム。 |
| 愛とナイフ       | 2013年3月13日 | Minori Chihara B-side Collection           | 1枚目のベスト・アルバム。            |
| animand〜agitato | 2013年3月13日 | Minori Chihara B-side Collection           | 1枚目のベスト・アルバム。            |

### DVD、Blu-ray Disc
| 発売日           | タイトル                                                         | 備考                                                                           |
| PRECIOUS ONE     | PRECIOUS ONE                                                     | PRECIOUS ONE                                                                   |
| ---------------- | ---------------------------------------------------------------- | ------------------------------------------------------------------------------ |
| 2010年4月7日     | Message 03                                                       | 3作目のミュージッククリップDVD。                                               |
| 2010年11月10日   | Minori Chihara Live Tour 2010 〜Sing All Love〜 LIVE DVD/Blu-ray | 3rdライブ・ビデオ。                                                            |
| 2012年2月29日    | Minori Chihara Acoustic Live 2011 LIVE DVD/Blu-ray               | 4枚目のオリジナルアルバム『D-Formation』に同梱されたDVD、 Blu-ray Discに収録。 |
| 愛とナイフ       |                                                                  |                                                                                |
| 2010年11月10日   | Minori Chihara Live Tour 2010 〜Sing All Love〜 LIVE DVD/Blu-ray | 3rdライブ・ビデオ。                                                            |
| 2012年11月14日   | Minori Chihara Live 2012 PARTY-Formation LIVE Blu-ray            | 7作目のライブ・ビデオ。                                                        |
| 2013年1月25日    | Minori Chihara Live 2012 PARTY-Formation LIVE DVD                | 7作目のライブ・ビデオ。                                                        |
| animand〜agitato |                                                                  |                                                                                |
| 2010年11月10日   | Minori Chihara Live Tour 2010 〜Sing All Love〜 LIVE DVD/Blu-ray | 3rdライブ・ビデオ。                                                            |
| ステラステージ   |                                                                  |                                                                                |
| 2012年7月2日     | Minori Chihara Live 2011 "SUMMER CAMP 3" LIVE Blu-ray            | 5作目のライブ・ビデオ。                                                        |

クレジット